# HD22374
HD22374 — хімічно пекулярна зоря спектрального класу A1, що має видиму зоряну величину в смузі V приблизно  6,7.
Вона  розташована на відстані близько 437,2 світлових років від Сонця.

## Пекулярний хімічний вміст
Зоряна атмосфера GSC1798-536 має підвищений вміст 
Cr
.

## Магнітне поле
Спектр даної зорі вказує на наявність магнітного поля у її зоряній атмосфері.
Напруженість повздовжної компоненти поля оціненої з аналізу
наявних ліній металів
становить  140,0± 238,0 Гаус.